# Готландская экспедиция (1808)
Русская оккупация острова Готланд (швед. Ryska ockupationen av Gotland 1808) — десантная операция в ходе Русско-шведской войны, при которой русский отряд Николая Бодиско 22 апреля высадился и к 24 апреля 1808 года полностью овладел всей территорией шведского острова Готланд.

## Предыстория
Начавшаяся Русско-шведская война (1808—1809) проходила преимущественно на территории Финляндии, однако для отвлечения внимания шведов русское командование (ведомство морского министра Чичагова) решило нанести удар по острову Готланд, который имел стратегическое значение для контроля за судоходством в Балтийском море. Существовали планы использования острова как плацдарма для дальнейшей высадки десанта на территорию Южной Швеции для соединения с союзными на тот момент французскими войсками маршала Бернадотта (впоследствии он стал королем Швеции), расквартированными на острове Зеландия (Дания).

## История

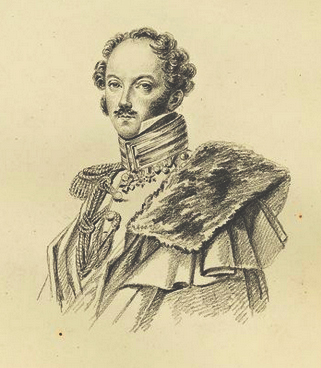
Николай Бодиско

Готландская экспедиция готовилась максимально скрытно и была рассчитана на внезапность. В ней участвовало 3 батальона пехоты под общим командованием адмирала Николая Андреевича Бодиско. В портах российской Прибалтики были зафрахтованы девять купеческих судов, которые вышли из Либавы под шведскими флагами.
10 (22) апреля 1808 экспедиция под прикрытием тумана без артподготовки высадилась в Слесвикене в Грётлингбо (57°8′1″N 18°20′47″E) на юго-востоке Готланда.
На тот момент на Готланде отсутствовал шведский гарнизон, хотя на руках у местного населения имелось оружие и оно могло быть мобилизовано в ополчение. Русский отряд маршем проследовал до столицы острова Висбю. В 20 верстах от города русских встретила делегация шведского губернатора отставного морского офицера Эрика аф Клинта, который изъявил покорность.
23 апреля капитуляция произошла без документов на постоялом дворе Сандаскес в Санде. На следующий день русские войска вошли в Висбю и разместились там. Бодиско провозгласил себя губернатором Готланда, но шведским чиновникам — за исключением аф Клинта — было разрешено остаться.

## Шведская реакция

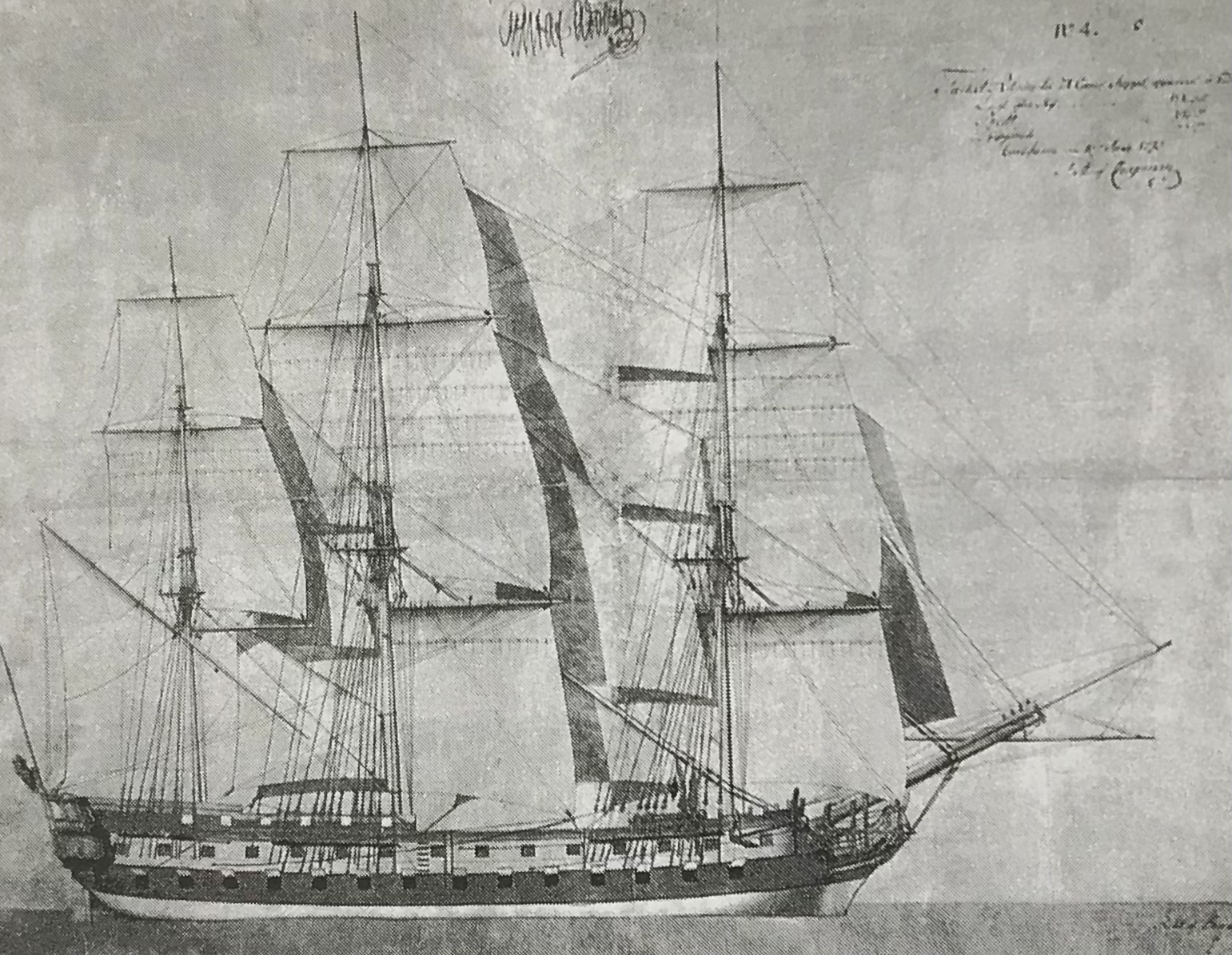
Шведский корабль "Густав IV Адольф", посланный во главе эскадры к Готланду для противодействия русскому десанту

Высадка русского десанта на Готланд вызвала панику в шведской столице. Однако замедление темпа наступления в Финляндии и пассивность французских сил в Дании позволила Швеции приготовиться для контрнаступления. Бодиско тем временем пытался заручиться поддержкой местного населения острова, сохранив все прежние законы и привилегии.
Тем временем король Густав IV предписал адмиралу Цедерстрему восстановить на Готланде шведское правление. Часть сил была отвлечена от поддержки Свеаборга. 11 мая из Карлскроны была отправлена шведская экспедиция под командованием адмирала Олофа Рудольфа Цедерстрёма с линейными кораблями «король Густав IV Адольф», «Владислав», «Принц Фредрик Адольф» и «Ёран», фрегатом «Беллона», бригантинами «Сваля» и «Диса» и яхтой «Фортуна». На борту находились солдаты из Смоланда под командованием подполковника Йёнчёпингского полка Карла Юхана Флитвуда (1757—1834).

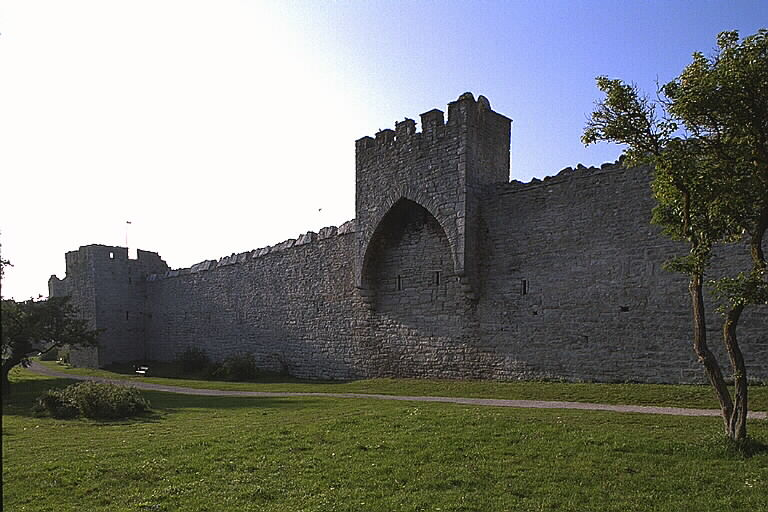
Крепостная стена в Висбю

12 мая шведский флот уже блокировал бухту Слите, намереваясь отсечь русский десант от возможных подкреплений со стороны Прибалтики.
Когда в Висбю пришло известие о том, что шведские войска находятся на Готланде, Бодиско вначале решил дать бой, но собрав военный совет осознал бесперспективность обороны: превосходящие силы противника, враждебное местное население и оторванность от основных сил русской армии. Шведские войска численностью более двух тысяч человек к этому времени совершили марш в Гантем из Сандвикена через Гаммельгарн (на востоке Готланда), куда эскадры шведского флота прибыли 14 мая.
По результатам переговоров 17 мая русские обязались оставить оружие, но сохраняли знамена и получили возможность эвакуироваться в российскую Либаву через бухту Слите 18 мая.

## Состав десанта
3 батальона (около 1800 солдат): 2 батальона Копорского полка и 1 батальон 20-го Егерского полка, 6 орудий.

## Потери
Единственной потерей, связанной с русской оккупацией, был боцман Карл Фредрик Линдгрен (1777—1808), который упал и разбился насмерть с такелажа флагманского корабля «король Густав IV Адольф» в Сандвикене.

## Последствия
За эту экспедицию Николай Бодиско был награждён орденом св. Анны 1-й степени, но потом был предан суду и 26 мая 1809 г. исключен из службы «за удаление с острова Готланда сухопутных войск, бывших под его начальством, и положение оружия без сопротивления», отослан на жительство в Вологду и лишен ордена св. Анны. 4 октября 1811 г. Бодиско был Всемилостивейше прощен и вновь поступил на службу, а 7 ноября 1812 г. был назначен главным командиром Свеаборгского порта.
В Швеции оккупация привела к организации национальной воинской повинности, и Готландская национальная воинская повинность стала первым подразделением 1811 года.
Модель Готландской экспедиции учитывается при планировании военных учений в Швеции

## Оценки
Ситуация с наградами Бодиско демонстрирует противоречивость оценок Готландской экспедиции. С одной стороны, десант был успешен и русским удалось без потерь занять остров и целый месяц удерживать его. Сама экспедиция позволила отвлечь шведские силы от Финляндии и способствовала капитуляции Свеаборга. С другой стороны, Бодиско не предпринял необходимых усилий по обороне острова и без боя уступил остров шведам, оставив оружие, что не может считаться признаком славного и победоносного похода. Тем не менее, окончательный вердикт правительственной комиссии свидетельствует о признании ограниченной эффективности Готландской экспедиции.